# Dreamshade
Dreamshade — швейцарський альтернативний музичний гурт.

## Історія
Гурт Dreamshade заснували у 2006 році гітаристи Фелла і Рокко, але ще рік вони шукали інших музикантів для повного складу. Через два роки вони випустили свій перший EP «To The Edge of Reality». Альбом отримав позитивні відгуки, що дало можливість музикантам взяти участь у таких популярних музичних фестивалях Європи, як Metal Camp Open Air 2008, Metal Camp Open Air 2009 (головна сцена), Summer Breeze Open Air 2009.
У вересні 2010 року гурт підписав контракт з Spinefarm Records / Universal Music і в січні 2011 року вони випустили дебютний альбом «What Silence Hides». Було знято три відеокліпи: на пісні «Wide Awake», «Eternal» і «Miles Away» — і гурт виступив на ще кількох фестивалях на підтримку альбому. У листопаді 2011 року з гурту пішов вокаліст Іко Кастеллі, а співати у Dreamshade почав Кевін Калі.
Улітку 2012 року гурт почав працювати над своїм другим альбомом, «The Gift of Life», який вийшов у 25 січня 2013-го на Spinefarm. Було знято три відеокліпи до синглів «Photographs», «Consumed Future» і «Your Voice». Звучання другого альбому дещо відрізняється від попереднього, оскільки Кевін привніс у музику гурту чистий вокал. З альбомом «The Gift of Life» гурт поїхав у тур різними країнами Європи, Північної Америки й Африки. 6 серпня альбом вийшов у Японії на Zestone Records.
Новий сингл «Dreamers Don't Sleep» вийшов 2 березня 2015 року.
9 грудня 2016 вийшов третій альбом гурту  —«Vibrant» 

## Учасники гурту
- Кевін Калі — вокал
- Фернандо «Фелла» Ді Чікко — гітара, вокал
- Рокко Ґ'єльміні — гітара
- Іван Мочча — бас-гітара
- Серафіно «Сера» Кйомміно — ударні
- Равірак Пеллегріні — клавішні

Колишні
- Енріко «Іко» Кастеллі — вокал
- Джан-Андреа Коста — баси

## Дискографія

### Альбоми
- 2011: What Silence Hides
- 2013: The Gift of Life
- 2016: Vibrant
- 2021: 𝗔 𝗣𝗮𝗹𝗲 𝗕𝗹𝘂𝗲 𝗗𝗼𝘁

### EP
- 2008: To the Edge of Reality

### Музичні відео
- 2011: Miles Away
- 2011: Eternal
- 2012: Photographs
- 2013: Consumed Future
- 2013: Your Voice
- 2015: Dreamers Dont Sleep